# 유재용
유재용(柳在用, 1936년 6월 6일~2009년 12월 29일)은 대한민국의 소설가이다.

## 생애
강원도 금화 출생이며 1948년에 월남하였는데, 환일고교 재학 중 병세로 학업을 중단하였다. 1965년 《조선일보》 신춘문예에 동화가 당선되었으며, 1968년 문공부 제정 신인예술상에 〈손 이야기〉가 입상하여 문단에 데뷔했다. 1987년 《어제 울린 총소리》로 동인문학상을 수상하였으며 현대문학상, 이상문학상, 대한민국문학상, 오영수문학상 등을 수상하였다. 작품에는 〈누님의 초상〉,〈꼬리 달린 사람〉,〈성하〉 등과 장편 《성역》 등이 있다. 1996년에는 국제펜클럽 한국본부 부회장을 지냈다.

## 같이 보기
- 한국의 소설가 목록
- 한국 문학